# Borst

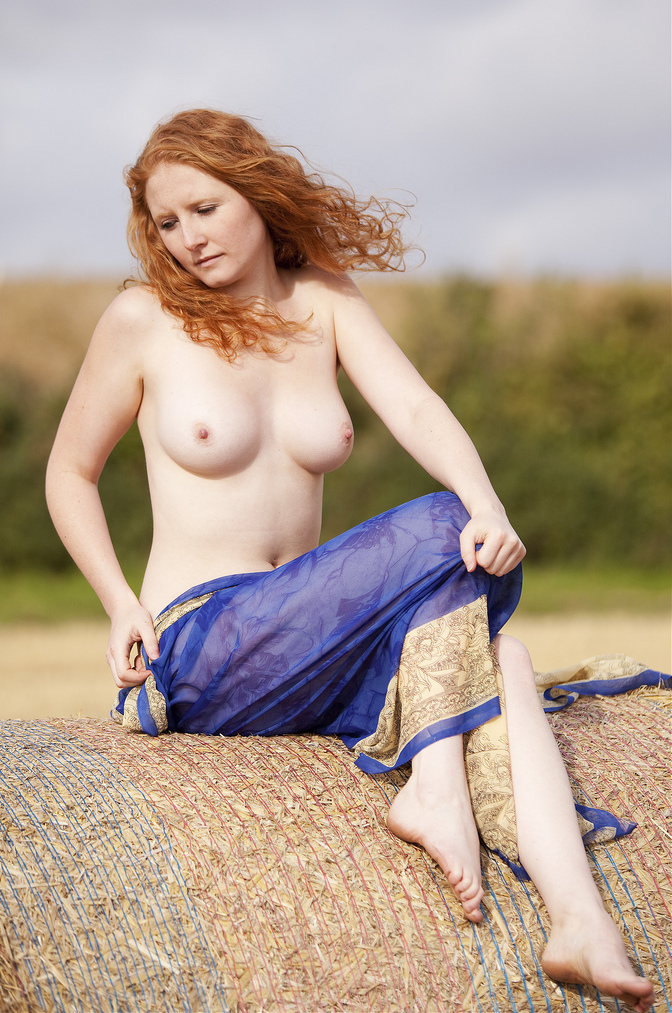
Een vrouw met ontblote borsten.

De borsten zijn vormen bovenaan  de voorzijde van de romp bij vrouwen en – in kleinere vorm – bij vrouwelijke primaten. Binnen de borsten bevinden zich de melkklieren, die kenmerkend zijn voor alle zoogdieren. De melkklieren zijn in de evolutie van de zoogdieren ontstaan uit zweetklieren om moedermelk te produceren. De wetenschappelijke naam mammalia voor zoogdieren stamt af van de Latijnse naam voor borsten, mamma. Met de borsten kan na een zwangerschap  borstvoeding gegeven worden. Borsten zijn een secundair geslachtskenmerk van de vrouw, en hebben ook een seksuele functie. Mannen hebben overigens ook borstweefsel, al is dit bij slanke mannen maar een zeer kleine hoeveelheid, zie homologie.
Soms wordt met "de borst" ook de borstkas en de voorkant van het lichaam ter hoogte daarvan bedoeld, als in de zin "borst vooruit" of "ter hoogte van de borst". Dit artikel behandelt de menselijke vrouwelijke borst.

## Anatomie
De vrouw heeft twee borsten. Deze bevatten melkklieren, vetweefsel en bindweefsel. De borst wordt bedekt door huid en elke borst heeft een tepel. Beide borsten hebben een uitloper van het borstweefsel richting de oksel, die de uitloper van Spence genoemd wordt. De grootte van de borsten hangt voornamelijk af van de hoeveelheid vetweefsel. De grootte van de borsten varieert daarom tussen vrouwen onderling. Wanneer een arts een afwijking in een borst vindt, gebruikt deze een indeling van de borst in vier kwadranten (links boven, links beneden, rechts boven en rechts beneden de tepel) om de locatie van deze afwijking te preciseren.

### Melkklieren
Een melkklier (glandula mammaria) is een lob van een aantal alveoli (blaasjes), met daarin melkproducerende cellen. In één borst zitten ongeveer 10 tot 25 melkklieren. Alle melkklieren hebben hun eigen melkkanaal (ductus lactifer). Elk melkkanaal mondt afzonderlijk uit in de tepel. Vroeger werd gedacht dat bij de tepel deze kanaaltjes iets dikker werden (sinus lactifer), maar dit blijkt onjuist te zijn. De geproduceerde melk wordt tijdelijk opgeslagen in de melkklieren totdat de toeschietreflex optreedt.

### De tepel
Elke borst heeft één tepel die omgeven wordt door de tepelhof (ofwel areola). De tepel bevat veel zenuwuiteinden die een belangrijke rol spelen bij zowel seksuele opwinding als borstvoeding. De kleur van de tepelhof verschilt tussen vrouwen onderling van lichtroze tot donkerbruin. De tepelhof bevat enige kliertjes, de talgbereidende klieren (glandulae sebiparae), ook klieren van Montgomery genoemd, die vaak te zien zijn als kleine ronde bultjes rondom de tepel. Als de vrouw het koud heeft of seksueel opgewonden is dan zijn de tepels meestal 'stijf'. Bij ongeveer 10% van de vrouwen gebeurt dat echter niet.

### Andere soorten weefsels
Naast de melkklieren bevat de borst ook bindweefsel en de ligamenten van Cooper, die de borst stevigheid moeten geven, en vetweefsel. Bij een vrouw die borstvoeding geeft, zijn de melkklieren onder invloed van hormonen veel groter dan bij een vrouw die geen borstvoeding geeft. De borst ligt op de musculus pectoralis minor en de musculus pectoralis major, de twee spieren die over de borstkas lopen en die gebruikt worden voor het bewegen van de schouder en de arm.

### Bloedvaten en zenuwen
Het weefsel van de borsten wordt gevoed door verschillende slagaderen. De voornaamste bron van de bloedtoevoer zijn de arteria thoracica lateralis (buitenste borstslagader) en de arteria thoracica interna (binnenste borstslagader). Deze slagaderen zijn allebei een aftakking van de arteria axillaris (okselslagader) en zijn ook onderling verbonden. Ook vertakkingen van de arteriae intercostales (tussenribslagaders) voeren bloed naar de borsten toe. De afvoer wordt verzorgd door de corresponderende aders: vena thoracica lateralis, vena thoracica interna en de venae intercostales. Lymfevaten leiden afvalstoffen van de borst naar lymfklieren in de oksel, en ook naar lymfklieren in de buurt van het borstbeen.

### Asymmetrie van de twee borsten

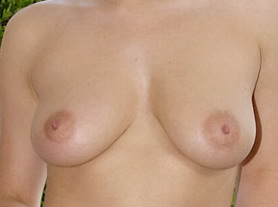
Licht asymetrische borsten

Veel vrouwen merken dat de grootte van de linker- en rechterborst (iets) verschilt. Deze asymmetrie is normaal. Ook kunnen zowel mannen als vrouwen bemerken dat de ene tepel gevoeliger is dan de andere. Ook dit is te verklaren door het feit dat de linker- en de rechterkant van een mens altijd wat asymmetrisch zijn. Als de grootte van de twee borsten sterk afwijkt, spreekt men van anisomastie.

## Ontwikkeling van de borst
De ontwikkeling van de borsten begint op twee punten langs de melklijnen die in een embryo ontstaat. Bij de geboorte hebben zowel jongens als meisjes twee tepels en een zeer kleine hoeveelheid borstweefsel. Door het hormoon oestrogeen dat baby's van de moeder meekrijgen, kunnen zij vlak na de geboorte wat zwelling van het borstweefsel vertonen en zelfs wat melkachtige vloeistof ('heksenmelk') uit de tepels afscheiden. Dit kan zowel bij jongetjes als bij meisjes gebeuren en gaat binnen enkele weken tot maanden vanzelf over.
Tijdens de puberteit beginnen de borsten van een meisje te groeien, waarbij ze verschillende stadia doorlopen. De borsten groeien doordat er meer vetweefsel ontstaat en doordat zich melkklierweefsel gaat ontwikkelen.

### Zwangerschap
Wanneer een vrouw voor het eerst zwanger is, vindt er een nog verdere ontwikkeling plaats in de borsten om deze voor te bereiden op hun functie bij het voeden van de baby. De borsten worden meestal groter tijdens de zwangerschap.
Tijdens de eerste helft van de zwangerschap vindt proliferatie plaats van de alveolaire epitheelcellen. Er ontstaan ook nieuwe melkgangen en de lobulaire structuur van de melkklieren ontwikkelt zich. Laat in de zwangerschap neemt de proliferatie van epitheelcellen af en beginnen de cellen zich te differentiëren om melk af te scheiden. Aan het einde van de zwangerschap is het gewicht van één borst toegenomen met ongeveer 400 gram. De toename in gewicht ontstaat door hypertrofie van bloedvaten, myoepitheelcellen en bindweefsel, afzetting van vet en het vasthouden van water en elektrolyten. De bloeddoorstroming van de borsten is bijna het dubbele vergeleken met de niet-zwangere staat.

## Functies van de borst

### Zwangerschap en borstvoeding

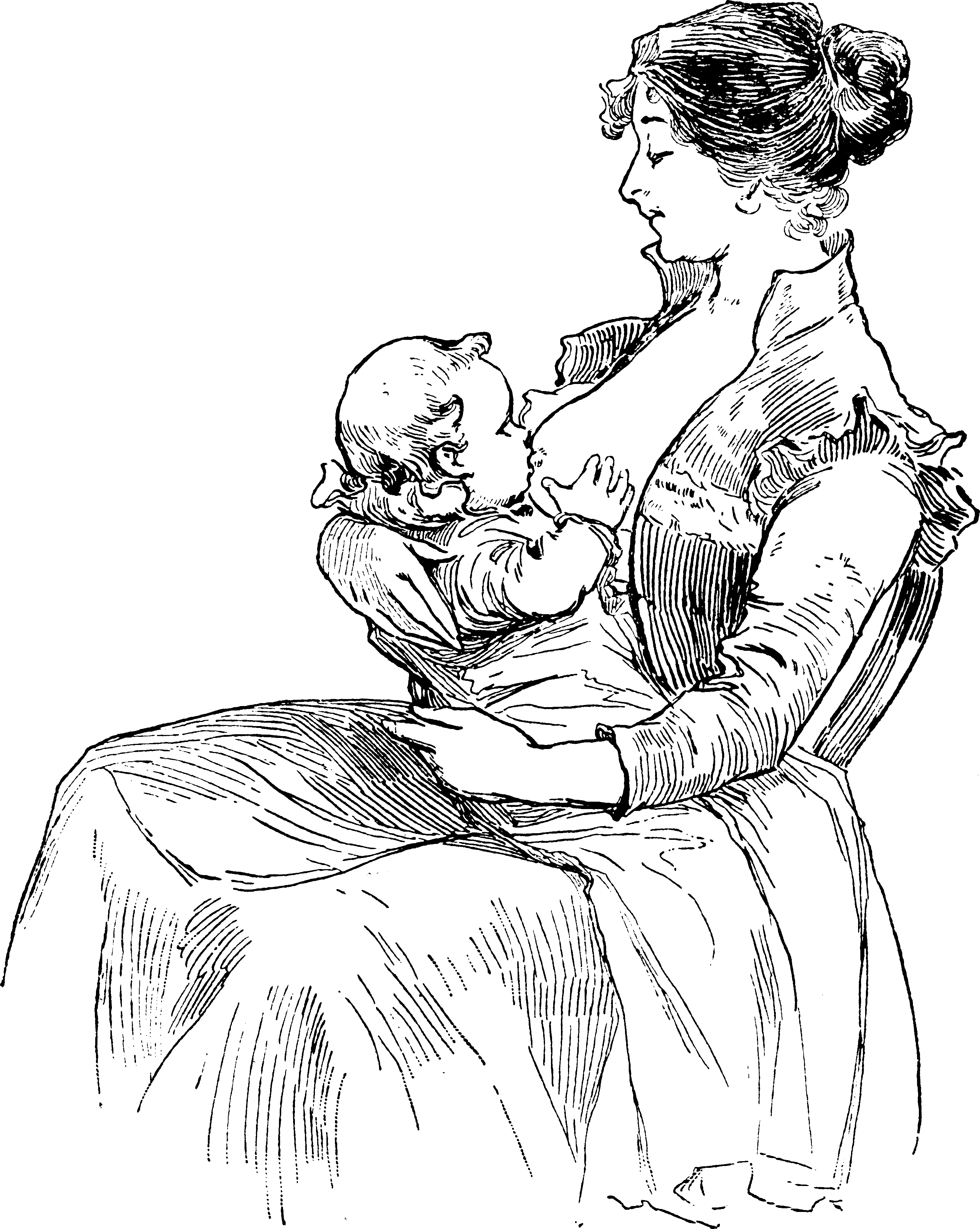
Borstvoeding

De belangrijkste functie van de melkklieren in de vrouwelijke borst is het voeden van de baby met moedermelk. Tijdens de borstvoeding stroomt de melk vanuit de melkkliertjes via melkgangetjes naar de tepel. De melkproductie staat onder invloed van het hormoon prolactine. Dit hormoon bereidt de borsten tijdens de zwangerschap ook al voor op de nieuwe functie die ze na de bevalling zullen krijgen: onder invloed van prolactine wordt de hoeveelheid melkklierweefsel in de borst groter.
Wanneer een baby de tepel stimuleert, of soms ook al als de moeder haar baby hoort huilen, komt het hormoon oxytocine vrij in het lichaam van de moeder (toeschietreflex). Hierdoor knijpen de myoepitheliale cellen rondom de alveoli zich samen, waardoor de melk in de melkkanaaltjes komt.
Zowel kleine als grote borsten produceren meestal voldoende borstvoeding. Door de wisselwerking tussen moeder en baby past de hoeveelheid moedermelk die per dag wordt geproduceerd zich meestal aan aan de behoefte van de baby.

### Seksuele functie
Veel mensen vinden vrouwelijke borsten aantrekkelijk en kunnen seksueel opgewonden raken van het zien of aanraken van borsten van een vrouw. Voor vrouwen kan de aanraking van hun eigen borsten ook opwindend zijn.

### Wetenschappelijke theorieën over andere functies
De meeste andere zoogdieren dan de mens hebben minder opvallende borsten. Een hypothese hieromtrent stelt dat borsten zijn ontstaan om mannen aan te trekken. Toen tijdens de evolutie de mens rechtop ging lopen werden de billen van een vrouw minder opvallend voor de man. De borsten ontwikkelden zich in eerste instantie als alternatief voor de billen.
Een andere theorie voor het ontstaan van borsten is dat zou worden voorkomen dat de baby stikt tijdens het voeden. De menselijke baby heeft een minder vooruitstekende kaak dan de baby van de voorouders van de mens. Hierdoor wordt bij een te platte borst de neus van de baby wellicht geblokkeerd. De borsten werden tijdens de evolutie volgens deze theorie groter om de zich terugtrekkende kaak te compenseren. De omvang van een borst bij een vrouw maakt echter geen enkel verschil in melkproductie en de mogelijkheid om een baby te voeden.

## Geschiedenis
In opgravingen van Europese prehistorische gemeenschappen zijn vaak beelden van vrouwen met overdreven grote borsten gevonden. Een bekend voorbeeld is de zogenaamde Venus van Willendorf, een van vele beeldjes met brede heupen en grote borsten. Voorwerpen als heilige beelden, kommen en beeldhouwwerken met borsten erop afgebeeld, komen voor vanaf circa 15.000 v. Chr. in heel Europa, Noord-Afrika en het Midden-Oosten.
Veel vrouwelijke goddelijke figuren werden in verband gebracht met borsten en moedermelk. In beeldjes van de Fenicische godin Astarte werd deze afgebeeld als een pilaar met borsten. Isis, een Egyptische godin die onder andere stond voor ideaal moederschap, werd vaak afgebeeld terwijl ze een farao borstvoeding gaf. Zelfs mannelijke godheden die stonden voor de voortplanting of vruchtbaarheid werden soms afgebeeld met borstachtige lichaamsdelen, zoals bijvoorbeeld de Egyptische riviergod Hapy, die verantwoordelijk was voor het jaarlijkse overstromen van de Nijl.
Vrouwelijke borsten waren ook veel aanwezig bij de Minoïsche bevolking in de vorm van beeldjes van de slangengodinnen. In het oude Griekenland waren er verscheidene groeperingen die de zogende moeder (Kourotrophos), uitgebeeld door godinnen als Gaia, Hera en Artemis, aanbaden. Het aanbidden van godheden gesymboliseerd door borsten werd minder in het eerste millennium (voor Christus).
In het midden van het eerste millennium voor Christus, onderging de Griekse cultuur een geleidelijke verandering in de perceptie van borsten. Vrouwen afgebeeld in de kunst waren vanaf hun hals bedekt met kleren. Dit gold ook voor godinnen als Athena. Er waren echter uitzonderingen: Aphrodite, de godin van de liefde, werd vaak naakt afgebeeld, maar wel in houdingen die verlegenheid of deugdzaamheid uitbeeldden. Naakte mannen werden vaak rechtop staand uitgebeeld, maar de meeste naakte vrouwen licht voorovergebogen en met een kledingstuk dichtbij als in een verdedigende pose.

## Borsten en cultuur
Vanwege hun functie in de menselijke seksualiteit en de borstvoeding worden de vrouwelijke borsten in de meeste culturen beschouwd als een van de intieme lichaamsdelen van het vrouwelijk lichaam en worden daarom niet of met een zekere schroom in het openbaar getoond.
In vroeger eeuwen werd het vrouwelijk lichaam, inclusief de borsten, vaak ingesnoerd in een korset. Afhankelijk van de zeden en mode werden de borsten zo veel mogelijk verdoezeld en ingesnoerd, of juist zo veel mogelijk benadrukt en getoond.
Sinds de jaren zestig van de twintigste eeuw is een minderheid van vrouwen, voornamelijk in de westerse wereld, in opstand gekomen tegen het feit dat de borsten bedekt moesten blijven. Zij eisten het recht op hun borsten te tonen, vooral op het strand. Phil Bloom was de eerste vrouw die op de Nederlandse televisie tijdens een programma van de VPRO in 1967 naakt poseerde. Volgens de programmamakers trachtte men hierdoor een taboe te doorbreken.
Tegenwoordig dragen de meeste vrouwen als ondergoed een beha, die de borsten ondersteunt.

## Afwijkingen van de borst

### Goedaardige afwijkingen
- Heksenmelk is de naam van de vloeistof die de tepel van pasgeboren baby's soms afscheidt onder invloed van de hormonen van de moeder. Dit is onschuldig en van voorbijgaande aard.

#### Aangeboren afwijkingen

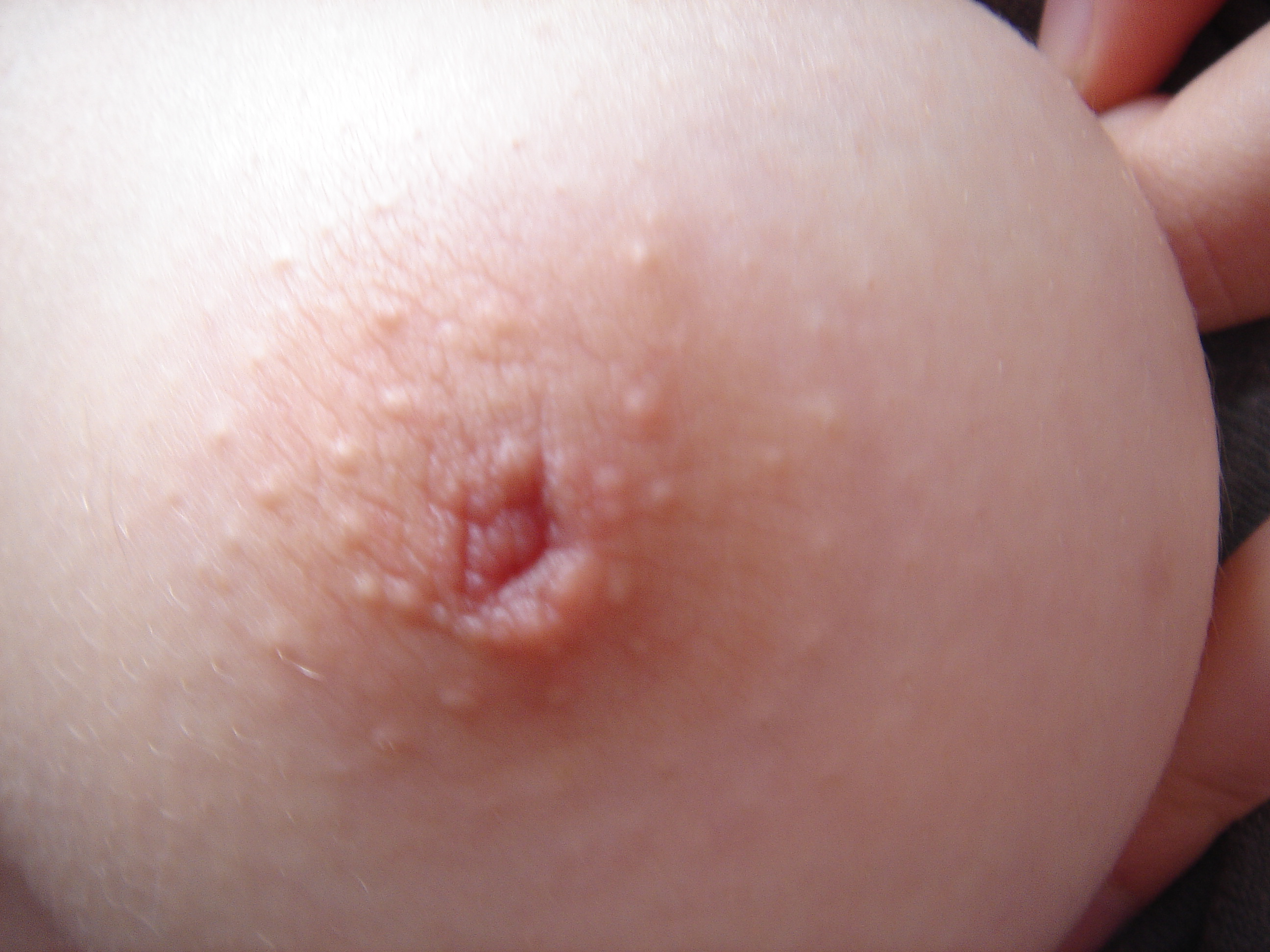
Een ingetrokken tepel

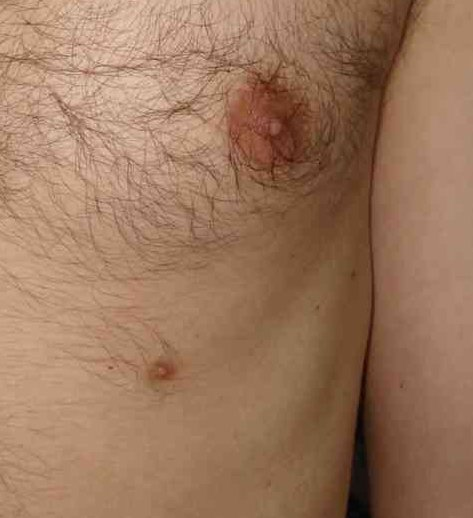
Polythelie

- Ingetrokken tepels, ook wel tepelretractie genoemd: de tepel hoort in principe naar buiten uit te steken, of toch ten minste bij koude of (seksuele) stimulatie. Wanneer de tepel al van bij de geboorte is ingetrokken, vaak ten gevolge van te korte (ligamenten van de) melkkanalen, gaat het meestal om een goedaardige, louter cosmetische afwijking. Wanneer een tepel altijd de normale vorm heeft gehad en plotseling ingetrokken raakt, kan dit een symptoom zijn van borstkanker. De vrouw (of man) dient dan altijd de huisarts te raadplegen.
- Meer dan twee tepels – extra tepels (polythelie) komen bij 1% van de (mannelijke èn vrouwelijke) bevolking voor in de vorm van één of twee donkere plekjes op de melklijst, meestal onder de normale tepels, soms meer naar de oksel toe, die vaak voor een moedervlek worden aangezien. Zelfs complete extra borsten zijn mogelijk (polymastie).

#### Niet-aangeboren afwijkingen
- Ontstekingen: de borsten van een vrouw kunnen ontstoken raken na een verwonding of ernstige kneuzing, of door een infectie met een bacterie. Veel vaker komt het voor dat een melkklier in een van de twee borsten ontstoken raakt wanneer een vrouw borstvoeding geeft (mastitis puerperalis). De ontsteking kan heftig pijnlijk zijn met hoge koorts, pijn en abcesvorming.
- Cysten: dit zijn met vocht gevulde holtes in de borst, die pijnlijk kunnen zijn en aan kunnen voelen als een knobbeltje.
- Fibroadenomen: dit zijn goedaardige knobbels in de borst, die pijnlijk kunnen zijn.
- Mastopathie is een afwijking waarbij de structuur van de borst grover wordt, soms met pijnklachten.

Wanneer men een knobbeltje voelt, is het noodzakelijk om naar de huisarts te gaan, om een kwaadaardige aandoening uit te sluiten. De vooruitzichten zijn beter naarmate een tumor eerder wordt ontdekt, tijdverlies verslechtert de kansen.

### Kwaadaardige afwijkingen
- In de westerse wereld zal circa één op de acht vrouwen gedurende haar leven borstkanker (medische term: mammacarcinoom) ontwikkelen.
- Een speciale vorm van borstkanker is aanvankelijk beperkt tot de tepelhuid, dit wordt de ziekte van Paget van de tepel genoemd. Bij eczeem van de tepel die niet reageert op eczeembehandeling, vooral als het eenzijdig is, moet hieraan worden gedacht.

## Afwijkingen van het borstweefsel bij mannen

### Gynaecomastie
Wanneer het borstweefsel van een man in omvang toeneemt, heet dit gynaecomastie. Tijdens de puberteit kan dit bij jongens een tijdelijk verschijnsel zijn, door de veranderingen in de hormoonhuishouding. Op oudere leeftijd kan gynaecomastie o.a. veroorzaakt worden door een teveel aan vrouwelijke hormonen (met name oestrogeen) bij de man. Ook kan gynaecomastie optreden als bijwerking van medicijngebruik. Er zijn veel medicijnen die hiermee in verband worden gebracht; de bekendste zijn spironolacton en ranitidine.

### Borstkanker
Omdat mannen ook een kleine hoeveelheid borstweefsel hebben, kunnen ook zij borstkanker of de ziekte van Paget krijgen. De kans hierop is wel veel kleiner dan bij vrouwen. Men schat dat in Nederland jaarlijks een kleine honderd mannen borstkanker krijgen. De eerste klachten zijn meestal een knobbel onder of dicht bij een tepel, of veranderingen van de tepel zelf.
Als bij mannen plotseling beide borsten groeien, of als er onder een van de borsten een knobbeltje voelbaar is, is het verstandig om langs te gaan bij de huisarts.